# Pantana
Pantana är ett släkte av fjärilar. Pantana ingår i familjen tofsspinnare.

## Dottertaxa tillPantana, i alfabetisk ordning[1]
- Pantana adara
- Pantana albiceps
- Pantana albifascia
- Pantana albipes
- Pantana ampla
- Pantana azona
- Pantana baswana
- Pantana brepha
- Pantana circumdata
- Pantana comparata
- Pantana delineata
- Pantana dispar
- Pantana droa
- Pantana eurygania
- Pantana flavivenosa
- Pantana hitamputeh
- Pantana hyperbuana
- Pantana infuscata
- Pantana interjecta
- Pantana leucogramma
- Pantana limbifera
- Pantana lithosioides
- Pantana luisa
- Pantana luteiceps
- Pantana luzonensis
- Pantana lymantrioides
- Pantana macrotera
- Pantana melantera
- Pantana meridionalis
- Pantana mindanensis
- Pantana neurabrunnea
- Pantana niasana
- Pantana nigrolimbata
- Pantana phyllostachysae
- Pantana pluto
- Pantana ruficeps
- Pantana seriatopunctata
- Pantana simplex
- Pantana sinica
- Pantana sordida
- Pantana subfascia
- Pantana terminata
- Pantana visaya
- Pantana visum